# 甲元眞之
甲元 眞之（こうもと まさゆき、1944年（昭和19年）5月27日 - 2025年（令和7年）2月27日）は、日本の考古学者。熊本大学名誉教授。

## 来歴
1944年、広島県吉舎町（現・三次市）生まれ。1967年に東京教育大学文学部を卒業。東京大学大学院に進んで八幡一郎に師事した。1972年、東京大学大学院考古学科博士課程満期退学。
卒業後は平安博物館に勤務。1977年に熊本大学文学部に移り、助教授となる。1994年より教授。2001年、東京大学に「中国新石器時代の生業と文化」を提出して博士（文学）の学位を取得。2010年定年退官し、名誉教授の称号を受けた。
2025年2月27日、前立腺がんのため死去。80歳没。

## 受賞・栄典
- 1998年：浜田青陵賞受賞。

## 著書
- 『中国新石器時代の生業と文化』中国書店、2001
- 『日本の初期農耕文化と社会』同成社、2004
- 『東北アジアの初期農耕文化と社会』同成社、2008
- 『東アジア先史学・考古学論究』慶友社 考古民俗叢書、2009

### 共編著
- 『弥生時代の知識』山崎純男共著 東京美術 考古学シリーズ、1984
- 『縄文人・弥生人は何を食べたか』渡辺誠共編 雄山閣出版、2000 普及版・季刊考古学
- 『東北アジアの青銅器文化と社会』編 同成社、2006
- 『上天草市史 大矢野町編 1(原始・古代)上天草いにしえの暮らしと古墳』杉井健共編著 上天草市史編纂委員会編 熊本県上天草市、2007
- 『講座日本の考古学 弥生時代』寺沢薫共編 青木書店、2011

## 主要論文
- 朝鮮の初期農耕文化 考古学研究 20(1), 71-89, 1973-08
- 先史時代の日韓交流試論--九州出土韓国系遺物及び韓国出土縄文系遺物の基礎的研究 青丘学術論集 20, 5-104, 2002-03
- 東アジアにおける農耕の起源と拡散 (第3回歴博国際シンポジウム 東アジアにおける農耕社会の形成と文明への道) 国立歴史民俗博物館研究報告 119, 11-30, 2004-03
- 平成15年度研究プロジェクト報告 九州先史時代遺跡出土種子の年代的検討 熊本大学社会文化研究 (2), 320-325, 2004
- 砂丘の形成と考古学資料 熊本大学文学部論叢 86巻, 2005-3-20, p.55-71
- 稲作の伝来 青驪 2巻, 2005-7-15, p.37-40
- 東アジアの先史農耕 青驪 5巻, 2008-2-29, p.30-33
- 装飾古墳の世界 青驪 5巻, 2008-12-29, p.62-63